# GNU Zebra
GNU Zebra — пакет программного обеспечения для Unix-подобных операционных систем, созданный Проектом GNU, позволяющий превратить обычный компьютер в высокопроизводительный TCP/IP-маршрутизатор. Поддерживает использование нескольких протоколов маршрутизации:
- Routing Information Protocol RIP,
- Open Shortest Path First OSPF
- Border Gateway Protocol BGP

Также поддерживает BGP Route Reflector и функции Route Server.
В дополнение к семейству протоколов IPv4 поддерживает и IPv6. Служба SNMP (Simple Network Management Protocol) поддерживает протокол SMUX.
Zebra использует развитую программную архитектуру для предоставления высококачественного, масштабируемого ПО для маршрутизации. Zebra имеет интерактивный пользовательский интерфейс для каждого протокола маршрутизации и поддерживает стандартные команды управления. Это позволяет просто добавлять возможности работы с новыми протоколами. Библиотека Zebra также может использоваться как программный пользовательский интерфейс.

## История
Идея разработки этого пакета принадлежит Кунихиро Исигуро (Kunihiro Ishiguro). Будучи сотрудником Интернет-провайдера NIS (совместного проекта  British Telecom и Marubeni), он познакомился с предпринимателем Ёсинари Ёсикавой (Yoshinari Yoshikawa), который поддержал эту идею. Так в 1996 году родился проект Zebra.
Последняя версия (0.95a) была выпущена 8 сентября 2005 года, и сейчас разработка проекта Zebra остановилась. Но на основе этой последней версии был создан новый проект Quagga, считающийся её неофициальным преемником.
Многие BGP маршрутизаторы на основе Linux или BSD перешли на Quagga.